# Всеобщие выборы в Замбии (1983)
Всеобщие выборы в Замбии проходили 27 октября 1983 года для избрания президента и депутатов Национальной ассамблеи. В то время страна была однопартийным государством с Объединённой партией национальной независимости в качестве единственной легальной партии. Лидер партии Кеннет Каунда был автоматически переизбран на пятый пятилетний срок в качестве президента, при этом 95 % избирателей проголосовали за его утверждение. Объединённая партия национальной независимости также получила все 125 мест в Национальной ассамблее. Явка избирателей составила около 63 % на парламентских выборах и 65,5 % на президентских выборах.

## Предвыборная кампания
Перед выборами были проведены первичные выборы для выдвижения кандидатов по 125 избирательным округам. Только члены Объединённой партии национальной независимости могли голосовать на праймериз, а три лучших кандидата могли баллотироваться на выборах в Национальную ассамблею. Всего на выборах в Национальное собрание баллотировалось 812 кандидата, из которых 46 кандидатов были отклонены Центральным комитетом партии.

## Результаты

### Президентские выборы
Кеннет Каунда был единственным кандидатом в президенты, и избиратели голосовали за его кандидатуру или против. Некоторые источники сообщили, что 93 % было «за» и 7 % — «против».
| Кандидат                            | Кандидат                            | Партия                                         | Голоса    | %    |
| ----------------------------------- | ----------------------------------- | ---------------------------------------------- | --------- | ---- |
|                                     | Кеннет Каунда                       | Объединённая партия национальной независимости | 1 453 029 | 95,4 |
| Против                              | Против                              | Против                                         | 70 355    | 4,6  |
| Недействительных/пустых бюллетеней  | Недействительных/пустых бюллетеней  | Недействительных/пустых бюллетеней             | 34 679    | -    |
| Всего                               | Всего                               | Всего                                          | 1 558 063 | 100  |
| Зарегистрированных избирателей/Явка | Зарегистрированных избирателей/Явка | Зарегистрированных избирателей/Явка            | 2 377 610 | 65,5 |
| Источник: Nohlen et al.             |                                     |                                                |           |      |

### Выборы в Национальную ассамблею
|                                                      |                                                |           |      |       |     |  |  |  |  |
| Партия                                               | Партия                                         | Голоса    | %    | Места | +/- |  |  |  |  |
|                                                      | Объединённая партия национальной независимости |           | 100  | 125   | 0   |  |  |  |  |
|                                                      | Назначаемые президентом                        |           |      | 10    | 0   |  |  |  |  |
|                                                      | Назначаемый спикер                             |           |      | 1     | 0   |  |  |  |  |
| Всего                                                | Всего                                          | 1 572 333 | 100  | 136   | 0   |  |  |  |  |
| Зарегистрированных избирателей / Явка                | Зарегистрированных избирателей / Явка          | 2 377 610 | 66,1 | -     | -   |  |  |  |  |
| Источники: Nohlen et al., African Elections Database |                                                |           |      |       |     |  |  |  |  |